# Liste von Terroranschlägen auf Synagogen
Die Liste von Terroranschlägen auf Synagogen beinhaltet eine unvollständige Übersicht über auf Synagogen verübte Terroranschläge.
Zur großen Übersicht siehe Liste von Terroranschlägen.

## Erläuterung
In der Spalte Politische Ausrichtung ist die politische bzw. weltanschauliche Einordnung der Täter angegeben: faschistisch, rassistisch, nationalistisch, nationalsozialistisch, sozialistisch, kommunistisch, antiimperialistisch, islamistisch (schiitisch, sunnitisch, deobandisch, salafistisch, wahhabitisch), hinduistisch. Bei vorrangig auf staatliche Unabhängigkeit oder Autonomie zielender Ausrichtung ist autonomistisch vorangestellt, gefolgt von der Region oder der Volksgruppe und ggf. weiteren Merkmalen der Täter: armenisch, irisch (katholisch), kurdisch, tirolisch, tschetschenisch, dagestanisch, punjabisch (sikhistisch), palästinensisch.
- Wenn die Zahl der Opfer 20 oder mehr beträgt, wird sie fett dargestellt. Wenn die Zahl der Opfer 50 oder mehr beträgt, wird sie außerdem unterstrichen.
- Die Zahl bei den Anschlägen getöteter/verletzter Täter ist in Klammern ( ) gesetzt.

| Staat              | Zahl der Anschläge |
| ------------------ | ------------------ |
| Dänemark           | 2                  |
| Türkei             | 2                  |
| Vereinigte Staaten | 2                  |
| Belgien            | 1                  |
| Deutschland        | 2                  |
| Frankreich         | 1                  |
| Italien            | 1                  |
| Spanien            | 1                  |
| Syrien             | 1                  |
| Tunesien           | 1                  |
| Gesamt             | 14                 |

## Liste
| Datum/Beginn       | Betroffenes Land   | Stadt/Ort     | Artikel/Quellenangabe                    | Täter                                | Politische Ausrichtung | Mittel                                                     | Ziel                                                      | Tote    | Verletzte | Hintergrund                           |
| ------------------ | ------------------ | ------------- | ---------------------------------------- | ------------------------------------ | --- | ---------------------------------------------------------- | --------------------------------------------------------- | ------- | --------- | ------------------------------------- |
| 05. August 1949    | Syrien             | Damaskus      | Angriff auf die Menarscha-Synagoge       | Muslimische Extremisten              | antisemitisch | Granaten                                                   | Synagoge                                                  | 12      | 30        |                                       |
| 24. Dezember 1976  | Spanien            | Madrid        | [ 1 ]                                    | AGEL                                 | | Sprengstoff                                                | Synagoge                                                  | 0       | 0         |                                       |
| 03. Oktober 1980   | Frankreich         | Paris         |                                          | PFLP                                 | autonomistisch-palästinensisch | Motorradbombe                                              | Synagoge der Rue Copernic                                 | 4       | 46        | Israelisch-Palästinensischer Konflikt |
| 20. Oktober 1981   | Belgien            | Antwerpen     | [ 2 ]                                    |                                      | | Autobombe                                                  | Synagoge                                                  | 3       | 95-106    |                                       |
| 09. Oktober 1982   | Italien            | Rom           | [ 3 ]                                    | Abu-Nidal-Organisation               | autonomistisch-palästinensisch | Granaten, Maschinenpistolen                                | Synagoge                                                  | 1       | 37        | Israelisch-Palästinensischer Konflikt |
| 22. Juli 1985      | Dänemark           | Kopenhagen    |                                          | Hisbollah                            | islamisch-nationalistisch, antizionistisch, antiimperialistisch, antiwestlich, antisemitisch                                                       | 2 Sprengsätze                                              | Synagoge, Northwest-Airlines-Büros                        | 1       | 32        |                                       |
| 06. September 1986 | Türkei             | Istanbul      | Neve-Schalom-Synagoge (Istanbul)         | Abu-Nidal-Organisation               | autonomistisch-palästinensisch | Automatische Schusswaffe(n), Granate(n), Brandstiftung     | Synagoge                                                  | 22      | 6         | Israelisch-Palästinensischer Konflikt |
| 11. April 2002     | Tunesien           | Djerba        | Anschlag auf die Al-Ghriba-Synagoge 2002 | al-Qaida                             | salafistisch, wahhabitisch, panislamisch, antikommunistisch, antizionistisch, antisemitisch                                                        | Selbstmordattentäter mit mit Flüssiggas beladenem Lkw      | Synagoge, Touristen                                       | 19 (+1) | 30+       | Aufstand im Maghreb seit 2002         |
| 15. November 2003  | Türkei             | Istanbul      | Terroranschläge in Istanbul 2003         | al-Qaida, İBDA-C                     | salafistisch, wahhabitisch, panislamisch, antikommunistisch, antizionistisch, antisemitisch, sunnitisch-islamistisch, islamisch-fundamentalistisch | 4 Selbstmordattentäter mit Autobomben                      | Bankgebäude, britische Botschaft, 2 Synagogen, Zivilisten | 54 (+4) | 750       |                                       |
| 14. Februar 2015   | Dänemark           | Kopenhagen    | Anschläge in Kopenhagen 2015             | Omar Abdel Hamid El-Hussein          | islamistisch | Schusswaffen                                               | Große Synagoge Kopenhagen, Veranstaltung                  | 2 (+1)  | 6         |                                       |
| 27. Oktober 2018   | Vereinigte Staaten | Pittsburgh    | Attentat in Pittsburgher Synagoge 2018   | Robert D. Bowers (White Supremacist) | rechtsextremistisch, antisemitisch | Schusswaffen                                               | Synagoge, jüdische Zivilisten                             | 11      | 6 (+1)    |                                       |
| 27. April 2019     | Vereinigte Staaten | Poway         | Anschlag auf eine Synagoge in Poway      | John T. Earnest (Rechtsextremist)    | rechtsextremistisch, antisemitisch | Schusswaffe(n)                                             | Synagoge                                                  | 1       | 3         |                                       |
| 09. Oktober 2019   | Deutschland        | Halle (Saale) | Anschlag in Halle (Saale) 2019           | Stephan Balliet (Rechtsextremist)    | rechtsextremistisch, antisemitisch | Maschinenpistole, Schrotflinte, Granaten, Molotowcocktails | Synagoge, Restaurant, Zivilisten                          | 2       | 2 (+1)    |                                       |
| 18. Oktober 2023   | Deutschland        | Berlin        | [ 17 ]                                   |                                      | | versuchte Brandstiftung                                    | Synagoge                                                  | 0       | 0         |                                       |